# Acteocina truncatoides
Acteocina truncatoides is een slakkensoort uit de familie van de Tornatinidae. De wetenschappelijke naam van de soort is voor het eerst geldig gepubliceerd in 1939 door Nomura.